# Sparkassen-Finanzzentrum Erfurt

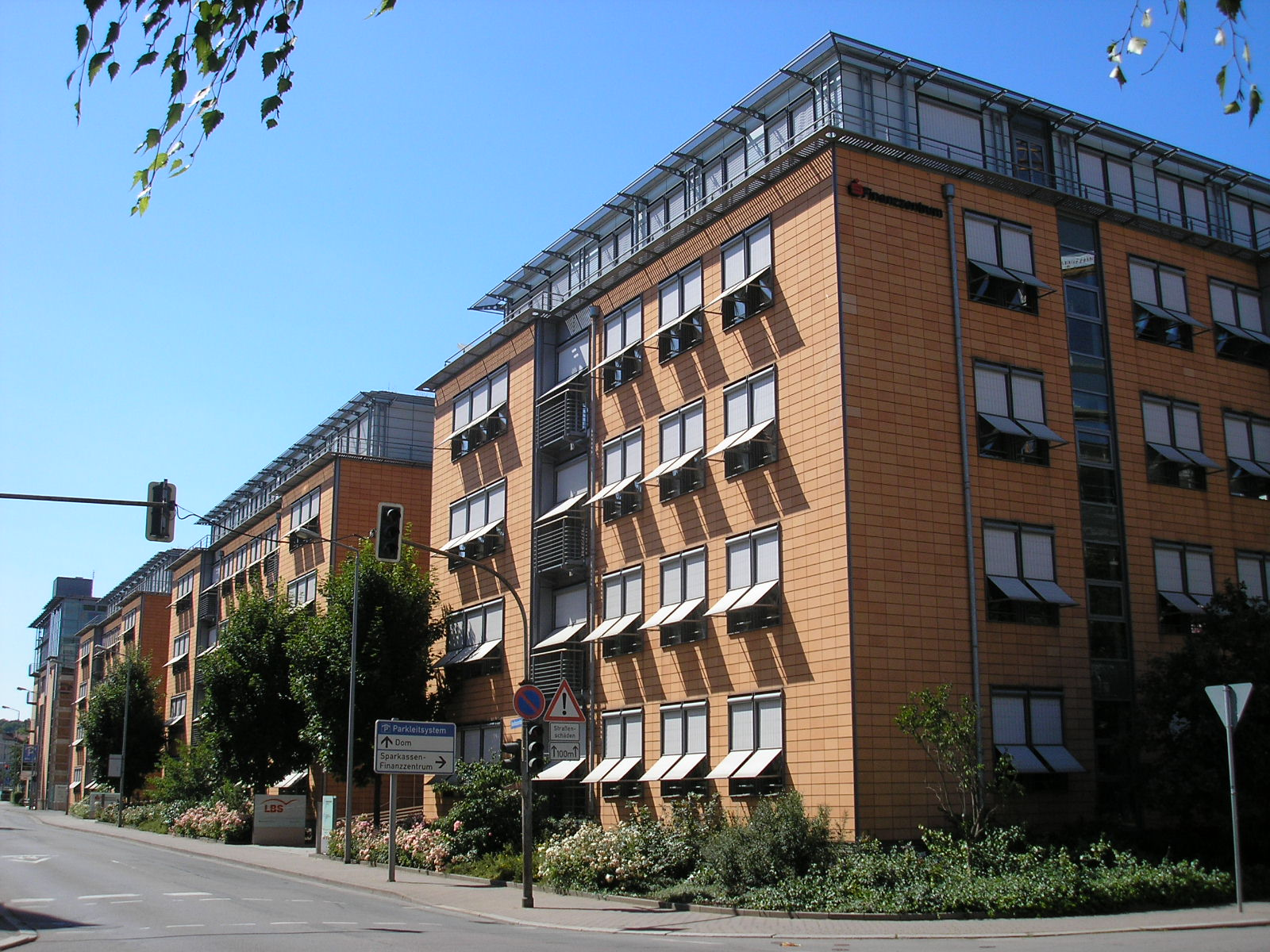
Teilansicht des Sparkassen-Finanzzentrums von der Bonifaciusstraße aus betrachtet.

Das Sparkassen-Finanzzentrum Erfurt ist aus ein mehreren Gebäuden bestehendes Büro- und Verwaltungsensemble mit ergänzenden Einrichtungen in der thüringischen Landeshauptstadt. Es befindet sich im Viertel Brühl des Stadtteils Brühlervorstadt und wird im Osten von der Melanchthonstraße, im Norden von der Gorki- und zur Südseite von der Bonifaciusstraße begrenzt. Der Komplex liegt 220 Meter südlich des Theaterneubaus, 110 Meter südwestlich des Brühler Gartens, rund 190 Meter westlich der Alten Oper und ist über die Straßenbahnlinien 2 und 4 mit ihrer gemeinsamen Haltestelle Sparkassen-Finanzzentrum/Benaryspeicher in der Brühler Straße in das Netz des öffentlichen Personennahverkehrs eingebunden. Die über die Bonifaciusstraße anzufahrende Tiefgarage Sparkassen-Finanzzentrum ist für den Individualverkehr geöffnet. 
Zwischen 1992 und 1997 entstand das Zentrum nach Plänen von Rüdiger Weingart sowie des Architekturbüros Schweger + Partner auf einem 18.994 m² messenden Grundstück – dem Gelände der ehemaligen Samenzüchterei Benary. Die Baukosten beliefen sich auf 70.000.000 Euro. Man integrierte die auf dem Grundstück befindlichen historisch wertvollen Backsteinbauten unter Beibehaltung ihres solitärhaften Charakters in die gestalterischen Überlegungen. Es handelt sich um den 1887 errichteten Benary-Speicher, der seit 2001 das Druckereimuseum und das Schaudepot beherbergt sowie um das ehemalige Verwaltungsgebäude des Zuchtbetriebs von 1890. Der Entwurf der Architekten zielte in Analogie der charakteristischen Stadthäuser aus der Gründerzeit auf das Prinzip einer offenen Baustruktur. Diese Typologie entspricht der Thematik „Häuser im innerstädtischen Park“, wobei die Proportionen des Umfeldes aufgenommen und auf die zu bebauende Fläche projiziert werden. Gleichzeitig ist das Sparkassen-Finanzzentrum aber auch als „Stadt in der Stadt“ konzipiert. Insgesamt besitzt es oberirdisch 33.978 m² und unterirdisch zusätzliche 15.020 m² nutzbare Brutto-Grundfläche.
Die drei Bauherren waren die Landesbank Hessen-Thüringen, der Sparkassen- und Giroverband Hessen-Thüringen sowie die SV SparkassenVersicherung. Des Weiteren sind in den Gebäuden heutzutage die Thüringer Aufbaubank, die Landesbausparkasse, die LBS Immobilien und eine Filiale der Sparkasse Mittelthüringen angesiedelt. Für Lehrgangsteilnehmer der angegliederten Sparkassen-Akademie Hessen-Thüringen stehen Unterrichtsräume, Büros und ein Boardinghouse (auch von anderen Mitarbeitern des Konzerns zu nutzen) zur Verfügung. Eine fünfgeschossige gläserne Rotunde fungiert als Zentralbau des Ensembles. Sie beherbergt das Konferenzzentrum der Sparkassen-Finanzgruppe und darüber hinaus gemeinschaftliche Einrichtungen wie beispielsweise ein Kasino, eine Cafeteria, die Küche sowie Konferenz- und Gästespeiseräume. 